# Mazara del Valló-i székesegyház
A Mazara del Vallói székesegyház vagy Legszentebb Megváltó székesegyház (olaszul: Cattedrale del Santissimo Salvatore) egy olaszországi kisbazilika, amely a szicíliai Mazara del Valló-bab található. A bazilika egyben a Mazara del Valló-i egyházmegye központja, ami a Palermói főegyházmegye szuffragáneus egyházmegyéje.

## Története

### Normann-korszak
A templom 1093-ra épült fel, miután I.Roger gróf ígéretet tett rá, miután 1072-ben kiűzte seregével az arabokat Szicíliából. A munkálatokkal Etienne de Rouen normann származású püspököt bízta meg, ami 1086 és 1093 között épült meg. A bazilika egy régi templom romjain épült meg, amit a szaracénok 828-ban leromboltak.

### Aragón-uralom
Az Aragón uralom alatt 1477 körül a reneszánsz idején Giovanni Montaperto-Chiaromonte püspök átalakította a templom belsejét: A Segító Szűz Mária Kápolna ekkor épült meg valamint egy könyvtárral gazdagodott a bazilika, amiben latin és görög nyelvű kódexek voltak.

### Spanyol-uralom
1689-ben Francesco Maria Graffeo püspöksége idején a templom felújításra került, hisz az épület már düledezett. A bazilika barokk stílusú lett valamint latin kereszt formájú lett a templom. Csak a kereszthajó és az apszis fala maradt meg a normann időkből. 1694-re elkészült a templom.

### Jelenkor
Károk keletkeztek a templomban, az 1968-as belicei földrengés miatt. 1973-ban felújítási munkák miatt bezárták a templomot. 1980-ban II. János Pál pápa basilica minore címet adományozott a templomnak.

## Galéria

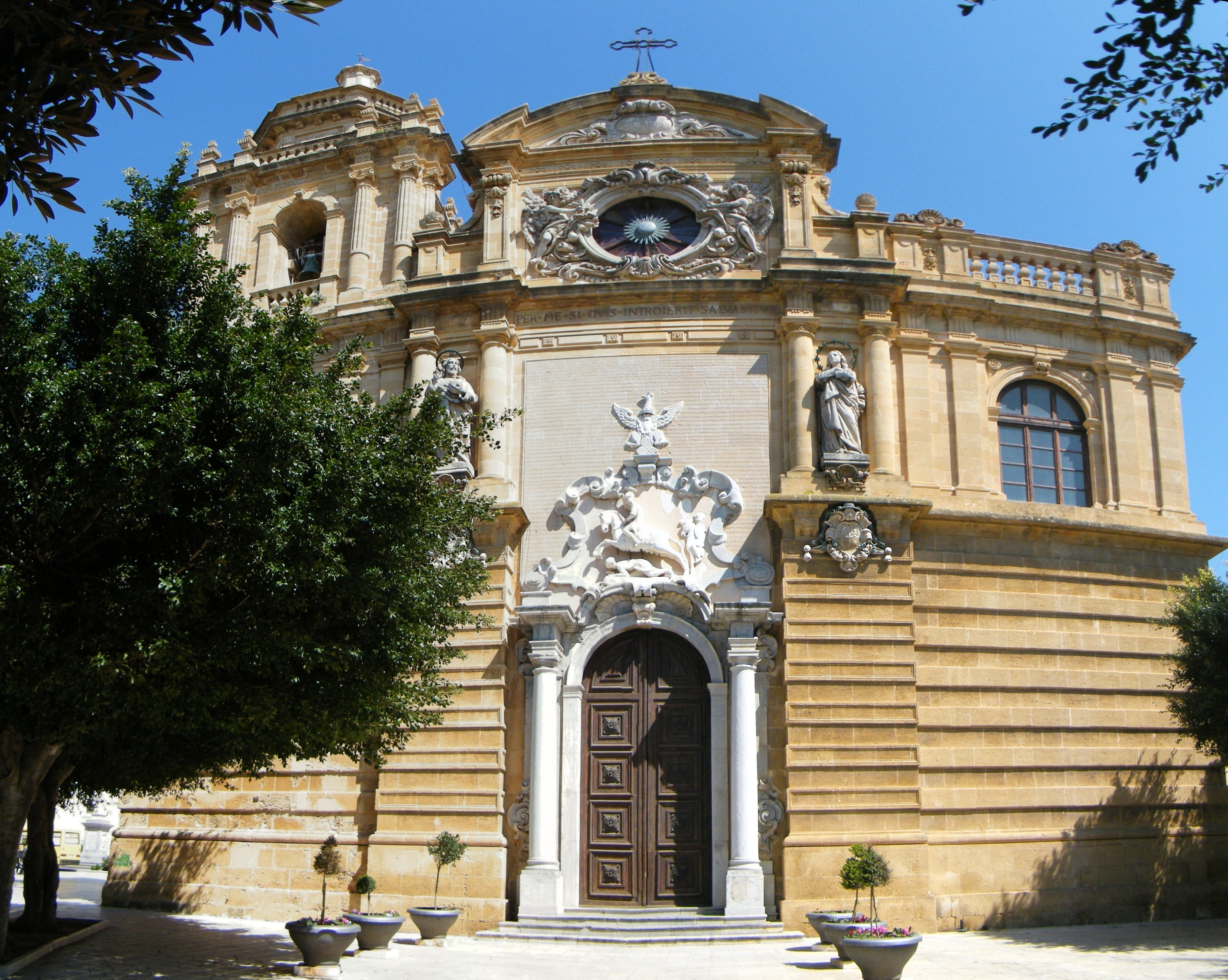
Homlokzat
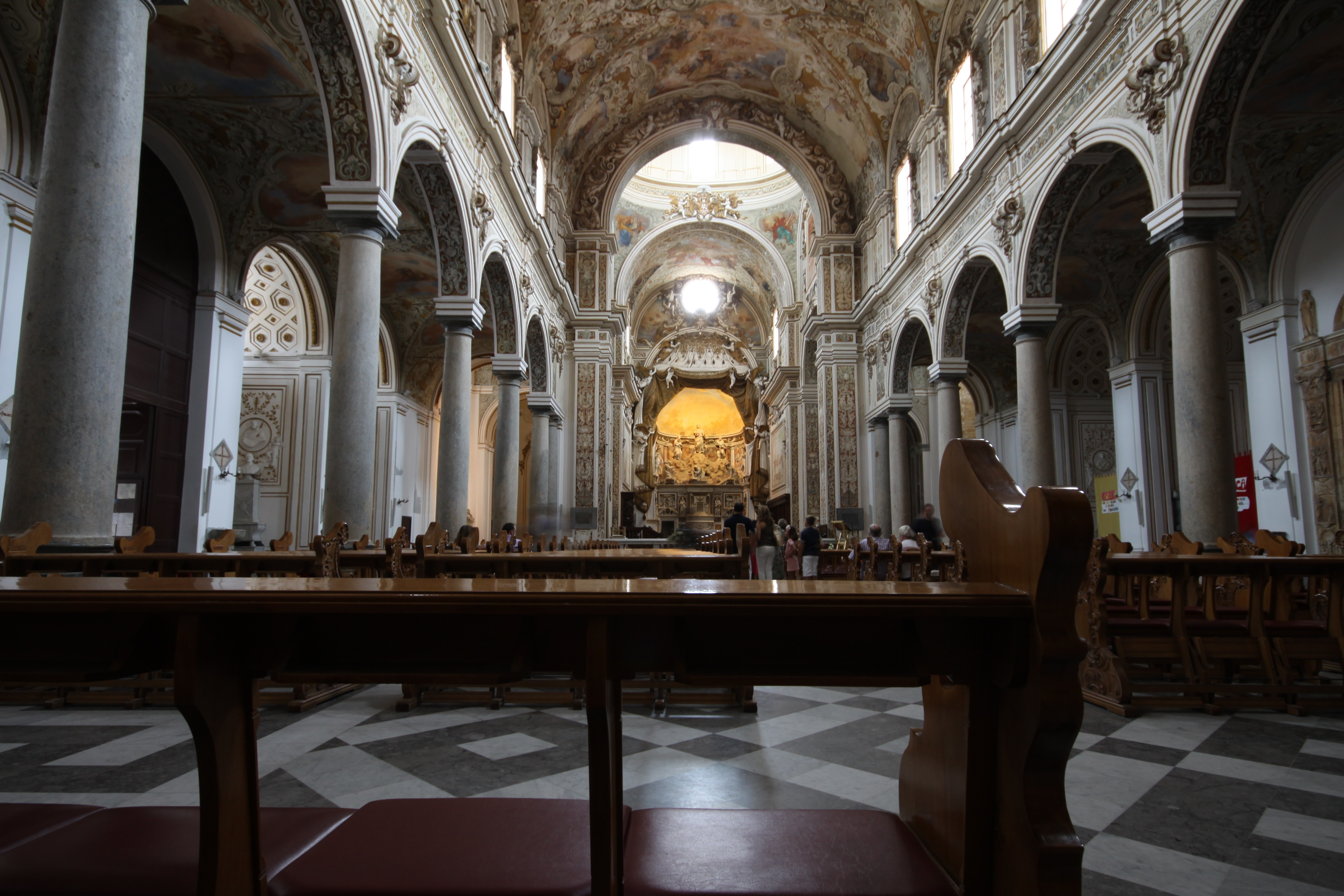
Beltér
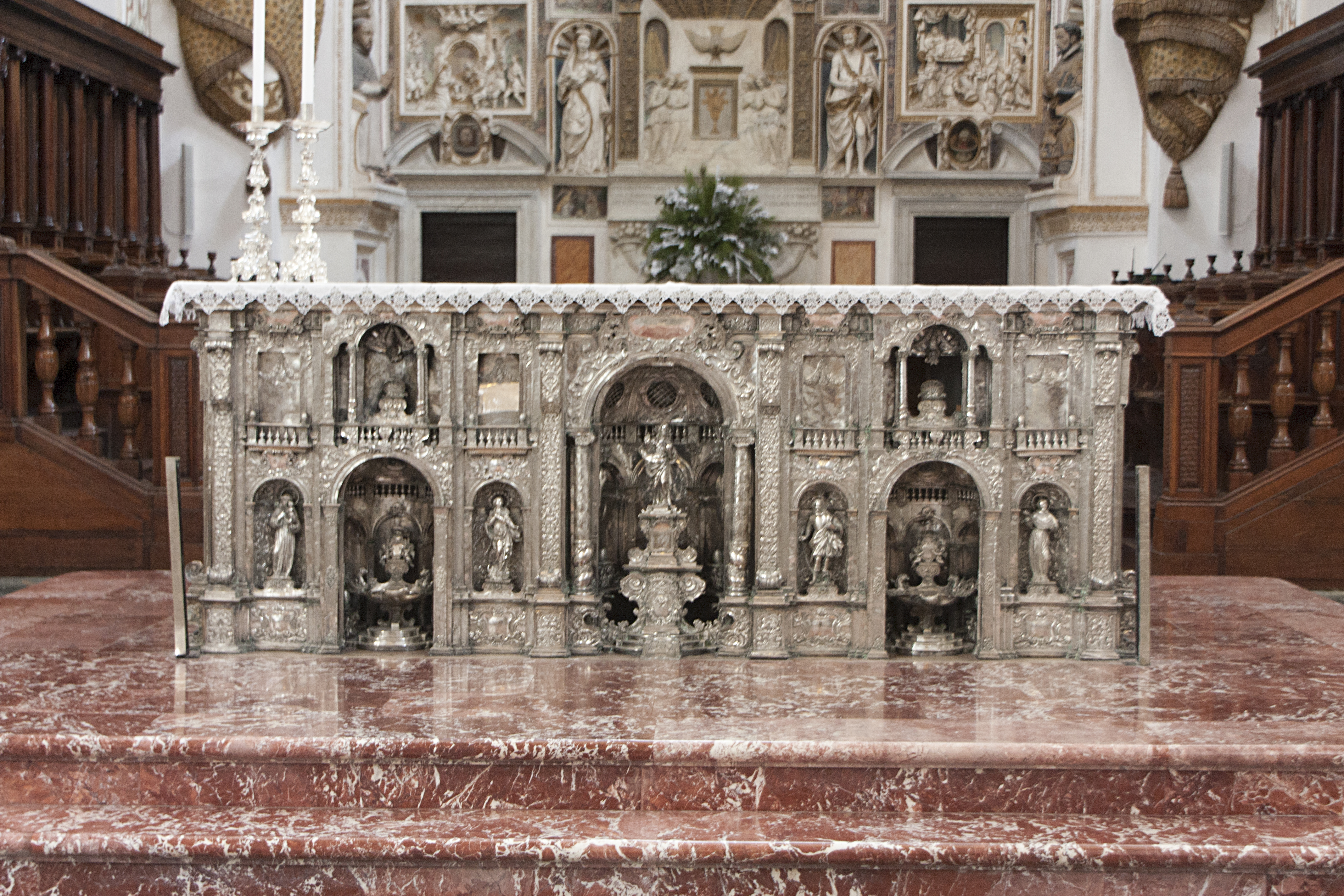
Főoltár
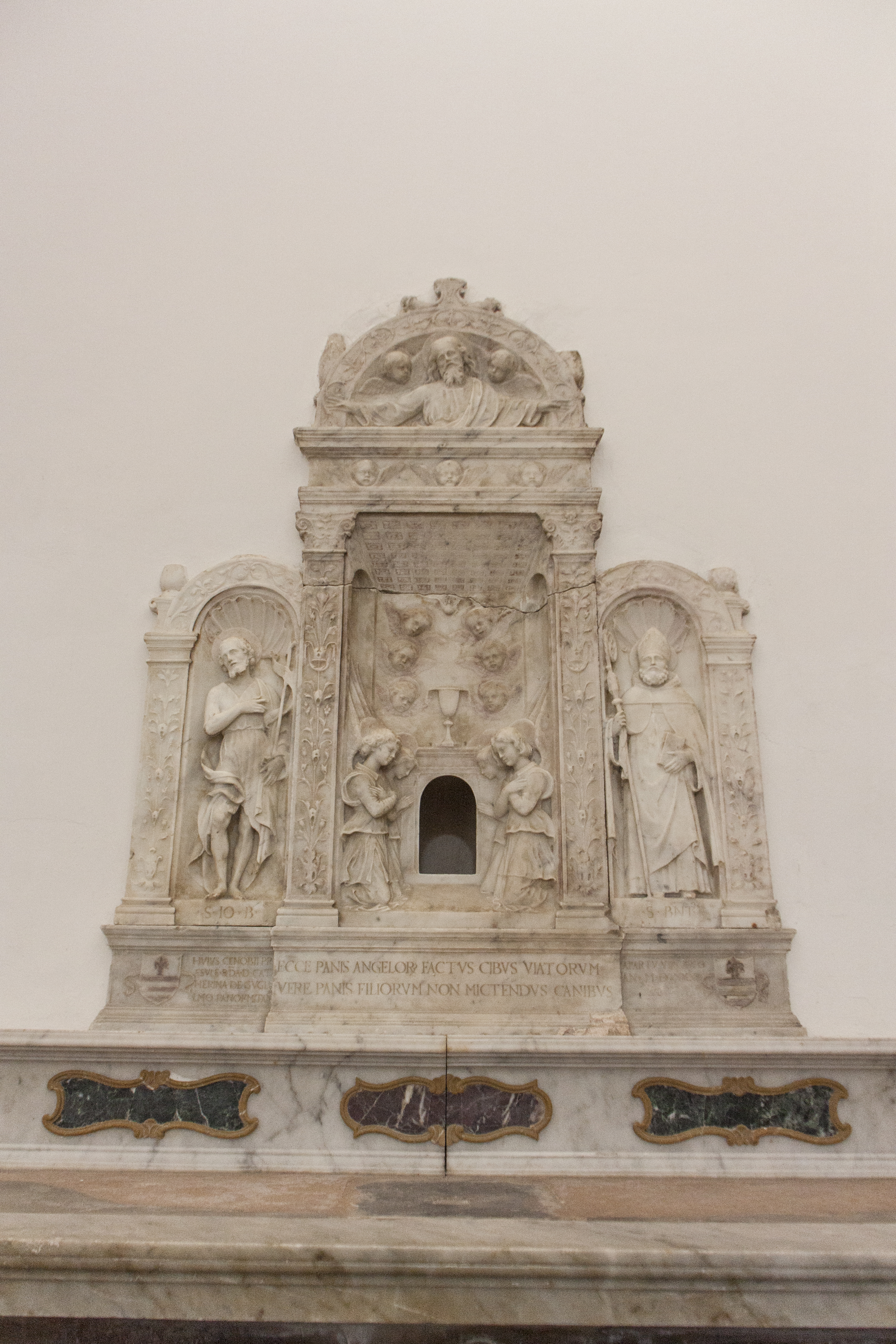
Cibórium